# Scabiosa meskhetica
Scabiosa meskhetica är en tvåhjärtbladig växtart som beskrevs av Schchian. Scabiosa meskhetica ingår i släktet fältväddar, och familjen Dipsacaceae. Inga underarter finns listade i Catalogue of Life.